# Epidendrum denticulatum
Epidendrum denticulatum Barb.Rodr., 1882, è una pianta della famiglia delle Orchidacee endemica del Brasile.

## Descrizione
È un'orchidea di medie dimensioni che cresce terricola (geofita) e talvolta litofita. E. denticulatum  presenta steli eretti a forma di canna, portanti da 10 a 16 foglie coriacee e spesse. 
La fioritura può avvenire per la maggior parte dell'anno, dalla fine dell'inverno all'autunno inoltrato, mediante un'infiorescenza terminale, ombrelliforme che porta molti fiori di colore variabile che presentano petali e sepali ovato lanceolati ad apice acuto e labello trilobato.

## Distribuzione e habitat
La specie è endemica del Brasile, si trova comunemente tra il Pernambuco e il Rio Grande del Sul, dove cresce terricola (geofita) ed occasionalmente litofita in zone a macchia secca e alla quota media di 1000 metri sul livello del mare. È stata segnalata anche in Uruguay.

## Coltivazione
Questa pianta richiede luce brillante, anche se non i raggi diretti del sole e temperature miti tutto l'anno, più calde durante la fioritura.